# Matthew Vassar
Matthew Vassar (Dereham, 29 aprile 1792 – Springside, 23 giugno 1868) è stato un mercante, filantropo e birraio statunitense nato in Inghilterra.
Fondò l'eponimo Vassar College nel 1861, in suo onore venne chiamata la città di Vassar nel Michigan. Era uno dei cugini di John Ellison Vassar.

## Biografia
Matthew Vassar è nato il 29 aprile 1792 a East Dereham, Norfolk, in Inghilterra, da James e Ann Bennett Vassar, che erano dei contadini. Gli antenati di James erano ugonotti francesi (Vasseur) che emigrarono in Inghilterra. Nel 1796 emigrarono a New York e si stabilirono in una fattoria lungo il Wappinger Creek vicino al Manchester Bridge nella contea di Dutchess. Mentre la fattoria era in costruzione, la famiglia viveva sulla Filkintown Road, in quello che ora è l'incrocio tra Main e Church Streets. Nel 1801 James Vassar produceva birra con l'orzo ricavato dai semi che suo fratello Thomas aveva portato dal Norfolk. La domanda per la birra fu tale che nel 1801 James Vassar vendette la fattoria e acquistò un lotto tra Main e Mill Street nel villaggio di Poughkeepsie da Baltus Van Kleeck per costruire un birrificio. (Il figlio di James, John Guy, avrebbe poi sposato Margaret Van Kleeck, pronipote di Baltus Van Kleeck.) Quando Vassar aveva 14 anni, i suoi genitori gli fecero fare da apprendista per un conciatore.

### Carriera professionale
Un giorno prima di iniziare il suo apprendistato, scappò e attraversando il fiume Hudson sul traghetto di High Point si diresse a Balm Town, appena a nord di Newburgh, New York. Lì trovò lavoro in un negozio. Successivamente ha svolto un lavoro meglio retribuito con un altro commerciante locale prima di tornare a Poughkeepsie nel 1810, dove ha iniziato a lavorare nel birrificio di famiglia come contabile e collezionista. A quel tempo la famiglia aveva la maggior parte del commercio della birra nelle città fluviali, da Newburgh a Hudson. Nel 1811 un'esplosione di polvere di malto distrusse il birrificio di famiglia situato in Vassar Street. Suo fratello maggiore, John, morì nell'esplosione e suo padre fu devastato dalla perdita. Matthew, che aveva solo 18 anni, rilevò la gestione dell'azienda, che fu poi spostata in una vecchia fabbrica di tinture che apparteneva a George Booth, marito della sorella di Vassar, Maria. Booth immigrò dallo Yorkshire e divenne il primo produttore di tessuti di lana nella contea di Dutchess.
Durante la guerra del 1812, Vassar si unì alla compagnia di fucilieri locale come sergente, ma vide poca azione. Trascorreva i suoi giorni presso la birreria e le sue serate lavorando in un ristorante che aveva aperto nel seminterrato del tribunale della contea. Nel 1813 sposò Catherine Valentine di Fishkill. Nel 1814 Vassar aprì la M. Vassar & Company e ricostruì il birrificio in Vassar Street dall'altra parte della strada rispetto alla residenza di famiglia. A quel tempo era il più grande birrificio del suo genere negli Stati Uniti. Ha servito come amministratore nel villaggio di Poughkeepsie nel 1819. Ha trascorso l'inverno del 1822 a New Orleans. Nel settembre del 1824 fu tra coloro che accolsero il marchese de Lafayette a Poughkeepsie in occasione della visita del generale negli Stati Uniti.
Nel 1831 Vassar ha preso una parte attiva nell'incorporazione della Banca di risparmio di Poughkeepsie e l'anno seguente divenne azionista della Poughkeepsie Whaling Company (azienda di baleniere), per la quale costruì una grande banchina. Nel 1836 costruì un grande birrificio di mattoni sul lungomare appena sopra l'atterraggio di Main Street. La struttura sul lungomare aveva una capacità di produzione di 60.000 barili all'anno. Sia il malto che il luppolo sono stati prodotti localmente. M. Vassar & Co. possedeva una flotta di sloop per trasportare la sua birra al mercato. La società si espanse per includere due strutture a Poughkeepsie, una a New York e una a Lansingburgh, vicino a Troy. Questa espansione ha portato John Guy Vassar e Matthew Vassar Jr., figli del fratello defunto John, nel business (questi due avrebbero poi trovato il Vassar Brothers Hospital in città). Nel 1837 ha assunto la direzione del Brickyard, di suo fratello Charles che si trovava in bancarotta, che fabbricava mattoni in quella che in seguito divenne nota come Brickyard Hill sul lato est di Poughkeepsie. Entrò a far parte del consiglio di amministrazione della Banca nazionale dei produttori e degli agricoltori e nel 1835 fu eletto presidente del villaggio di Poughkeepsie.
Nel 1850 è stato presidente del Liceo della letteratura, della scienza e delle arti meccaniche di Poughkeepsie. Ha aperto la stagione 1852 con la presentazione di un discorso di Ralph Waldo Emerson. Nel 1851 John A. Bolding, uno schiavo fuggiasco della Carolina del Sud, lavorava come sarto su Main Street, quando fu sequestrato da un US Marshall sotto i termini del Fugitive Slave Act del 1850. Quando i membri della Underground Railroad non sono stati all'altezza di pagare la somma necessaria per acquistare la libertà di Bolding, Matthew Vassar è stato tra coloro che hanno fatto la differenza.
Matthew Vassar è morto il 23 giugno 1868 (giorno del suo sessantasettesimo compleanno) mentre consegnava il suo discorso di addio al consiglio di fondazione del Vassar College. I suoi funerali si sono svolti nella chiesa battista di Lafayette Place. Vassar aveva donato il terreno a metà del costo per erigere la chiesa. È stato sepolto nel cimitero rurale di Poughkeepsie.

### Eredità

#### Springside
Springside era la tenuta di Matthew Vassar, situata appena fuori dagli US 9 in Academy Street a Poughkeepsie. Si trovava dall'altra parte della strada rispetto a "Woodside", la tenuta del produttore in pensione G.C. Burnap. Springside è stata progettata da Andrew Jackson Downing e fu nominata National Historic Landmark nel 1969 ed è quotata nel registro nazionale dei luoghi storici.

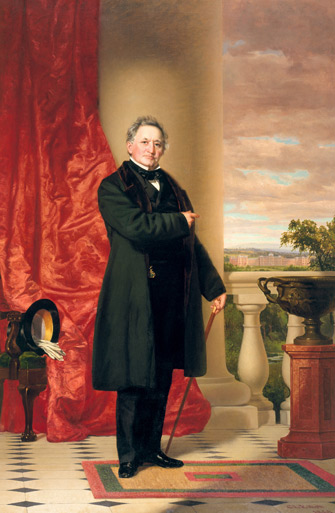
Un ritratto del 1861 di Vassar, con sullo sfondo il Main Building del suo omonimo college.

#### Vassar, Michigan
Vassar nel Michigan è stata fondata sul fiume Cass nel 1849 da James M. Edmunds. La sua industria principale era quella pesante. Edmunds era un nipote di Matthew Vassar. Edmunds ha chiamato l'insediamento dopo che suo zio ha messo denaro per il progetto.

#### Vassar College
La nipote di Vassar, Lydia Booth, che era un'insegnante che gestiva il "Cottage Hill Seminary" da un edificio di proprietà in Garden Street, lo incoraggiò a fondare un college femminile a Poughkeepsie. Nel gennaio del 1861 il legislatore di New York approvò un atto per incorporare il Vassar College, uno dei primi college femminili negli Stati Uniti. Il 26 febbraio 1861, presso l'Hotel Gregory a Poughkeepsie, Matthew Vassar si presentò al Consiglio di amministrazione del college con una scatola di latta contenente metà della sua fortuna, $408.000 (circa $9.700.000 nel 2008) e un atto di acquisto per 200 ettari di terreno per stabilire il campus. Nel 1864 acquistò la collezione d'arte di Elias Lyman Magoon, noto collezionista di dipinti della Hudson River School. Il diario di Vassar per il 16 giugno 1865 recita: "Malato e stanco degli affari del college, nessuno che mi aiuti eccetto "Scow", dottor Raymond e Swan." In un disegno di legge emanato il 15 luglio 1870, il Congresso degli Stati Uniti ha rinunciato a qualsiasi pretesa fiscale per la donazione al college.

#### USS Matthew Vassar
L'USS Matthew Vassar era una goletta in legno. È stata acquistata dalla U.S. Navy di New York nel settembre 1861 e commissionata nel gennaio 1862. L'USS Matthew Vassar fu assegnata ad una flottiglia di mortaio a guardia degli approcci a New Orleans. Nel novembre 1864 fu assegnata allo squadrone di blocco della costa orientale. Dopo la guerra, la nave fu dismessa a Filadelfia e venduta all'asta il 10 agosto 1865.

#### Vassar Home per anziani
Nel 1880, i nipoti di Matthew Vassar, John Guy Vassar e Matthew Vassar Jr., convertirono il sito della villa del loro zio situata a Vassar Street 9 in Vassar Home per anziani. Rimase la casa di un anziano cittadino per gran parte del XX secolo. La Vassar Home fu aggiunta al National Historic Landmark nel 1972.

#### Vassar Institute
Nel 1882 i nipoti di Vassar convertirono il sito del vecchio birrificio in via Vassar 12 nel Vassar Institute. Il primo piano conteneva un museo di storia naturale e il secondo piano una biblioteca, oltre a uffici per la Poughkeepsie Literary Society e Poughkeepsie Society of Natural Sciences. Vassar Institute è stato aggiunto al National Historic Landmark nel 1972.